# Hambacher Fest

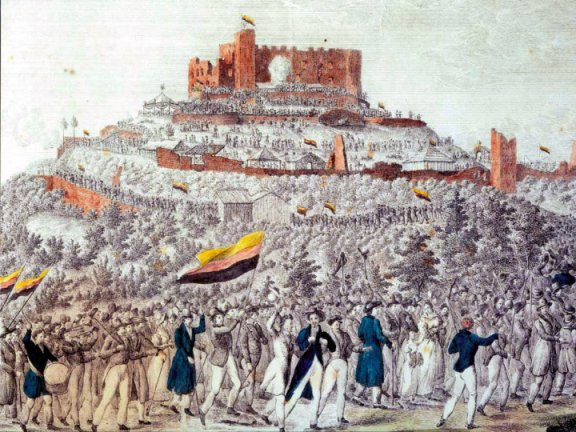
Demonstracja na zamku Hambach

Hambacher Fest – demonstracja od 27 do 30 maja 1832 z udziałem ponad 30 000 obywateli różnych stanów na zamku Hambach w Hambach an der Weinstraße, dzielnicy Neustadt an der Weinstraße w Niemczech (Nadrenia-Palatynat) na rzecz zjednoczonych i wolnych Niemiec oraz na znak solidarności z polskimi emigrantami po powstaniu listopadowym. Po dojściu demonstrantów do ruin zamku na jego blankach (krenelaż) zawieszono czarno-czerwono-złotą flagę niemiecką, która już wkrótce została oficjalnym sztandarem Niemiec i biało-czerwoną polską. W mowach, pieśniach i toastach uczestnicy Festynu domagali się wolności i jedności Niemiec i Europy.
Obecnie jest symbolem kolebki demokracji niemieckiej.
27 marca 2001 na zamku odbył się zjazd przywódców krajów członkowskich Trójkąta Weimarskiego z udziałem Gerharda Schrödera, Jacques’a Chiraca i Aleksandra Kwaśniewskiego.